# Galina Chistyakova
Galina Valentinovna Chistyakova (em russo: Галина Валентиновна Чистякова, em eslovaco: Galina Čisťaková; Izmail, RSS da Ucrânia, 26 de julho de 1962) é uma antiga atleta que representou a União Soviética e, mais tarde, a Eslováquia. É, ainda hoje, a detentora do recorde mundial do salto em comprimento, com 7,52 m, marca obtida no dia 11 de junho de 1988. Foi também recordista mundial de salto triplo entre 1989 e 1990.